# Saint-Georges-sur-Moulon
Saint-Georges-sur-Moulon – miejscowość i gmina we Francji, w Regionie Centralnym, w departamencie Cher.
Według danych na rok 1990 gminę zamieszkiwało 645 osób, a gęstość zaludnienia wynosiła 68 osób/km² (wśród 1842 gmin Regionu Centralnego Saint-Georges-sur-Moulon plasuje się na 576. miejscu pod względem liczby ludności, natomiast pod względem powierzchni na miejscu 1171.).